# Vuokki kyrka
Vuokki kyrka (finska: Vuokin kirkko) är en kyrka i Vuokki i Suomussalmi. Den planerades av arkitektbyrå Lappi-Seppälä ja Martas Oy, och blev klar år 1954.